# 2449 Kenos
2449 Kenos è un asteroide areosecante. Scoperto nel 1978, presenta un'orbita caratterizzata da un semiasse maggiore pari a 1,9089255 au e da un'eccentricità di 0,1682825, inclinata di 24,98117° rispetto all'eclittica.
L'asteroide è dedicato all'omonima figura della mitologia selknam.
Nel 2015 ne è stata ipotizzata la probabile natura binaria, senza tuttavia assegnare un nome pur provvisorio al satellite. Le due componenti del sistema, distanti tra loro 52 km, avrebbero dimensioni di circa 3,09 km e 710 m. Il satellite orbiterebbe attorno al corpo principale in 15,85 ore in rotazione sincrona.